# بلايث ماسترز
بلايث ماسترز (بالإنجليزية: Blythe Masters)‏ هي سيدة أعمال واقتصادية أمريكية، ولدت في 22 مارس 1969 في أكسفورد في المملكة المتحدة. احد المنظمين لجماعه البنائون الأحرار (369)